# 시리 시브 차트라파티 종합경기장
시리 시브 차트라파티 종합경기장(마라티어: श्री शिवछत्रपती क्रीडानगरी)은 인도의 수도인 푸네에 위치한 경기장이다. 11,900명을 수용할 수 있다.